# Беноковское сельское поселение
Беноковское сельское поселение — муниципальное образование в составе Мостовского района Краснодарского края России.
В рамках административно-территориального устройства Краснодарского края ему соответствует Беноковский сельский округ.
Административный центр и единственный населённый пункт — село Беноково.

## Население
| 2010  | 2012  | 2013  | 2014  | 2015  | 2016  | 2017  |
| ----- | ----- | ----- | ----- | ----- | ----- | ----- |
| 1839  | ↗1847 | ↘1846 | ↗1864 | ↘1840 | ↗1855 | ↗1878 |
| 2018  | 2019  | 2020  | 2021  | 2023  |       |       |
| →1878 | ↗1885 | ↘1844 | ↘1787 | ↗1804 |       |       |